# Rúgia
Rügen ou Rúgia (em alemão: Rügen; em latim: Rugia) é a maior das ilhas da Alemanha, com uma área de 926 km² e população de 62 990 habitantes (dados de 2018). Está localizada no Mar Báltico. Está em frente à costa pomerana ocidental do mar Báltico, e está separada do continente pelo estreito Strelasund.
Oferece 60 km de praia de areia fina e balneários de luxo, como Binz ou Sellin. Com rochedos íngremes junto a praias de areia e um interior acidentado, com florestas e pântanos, a ilha possui aspectos geográficos diversificados. A ilha tem apenas 50 km de largura, mas o litoral recortado estende-se por centenas de quilômetros.

## História

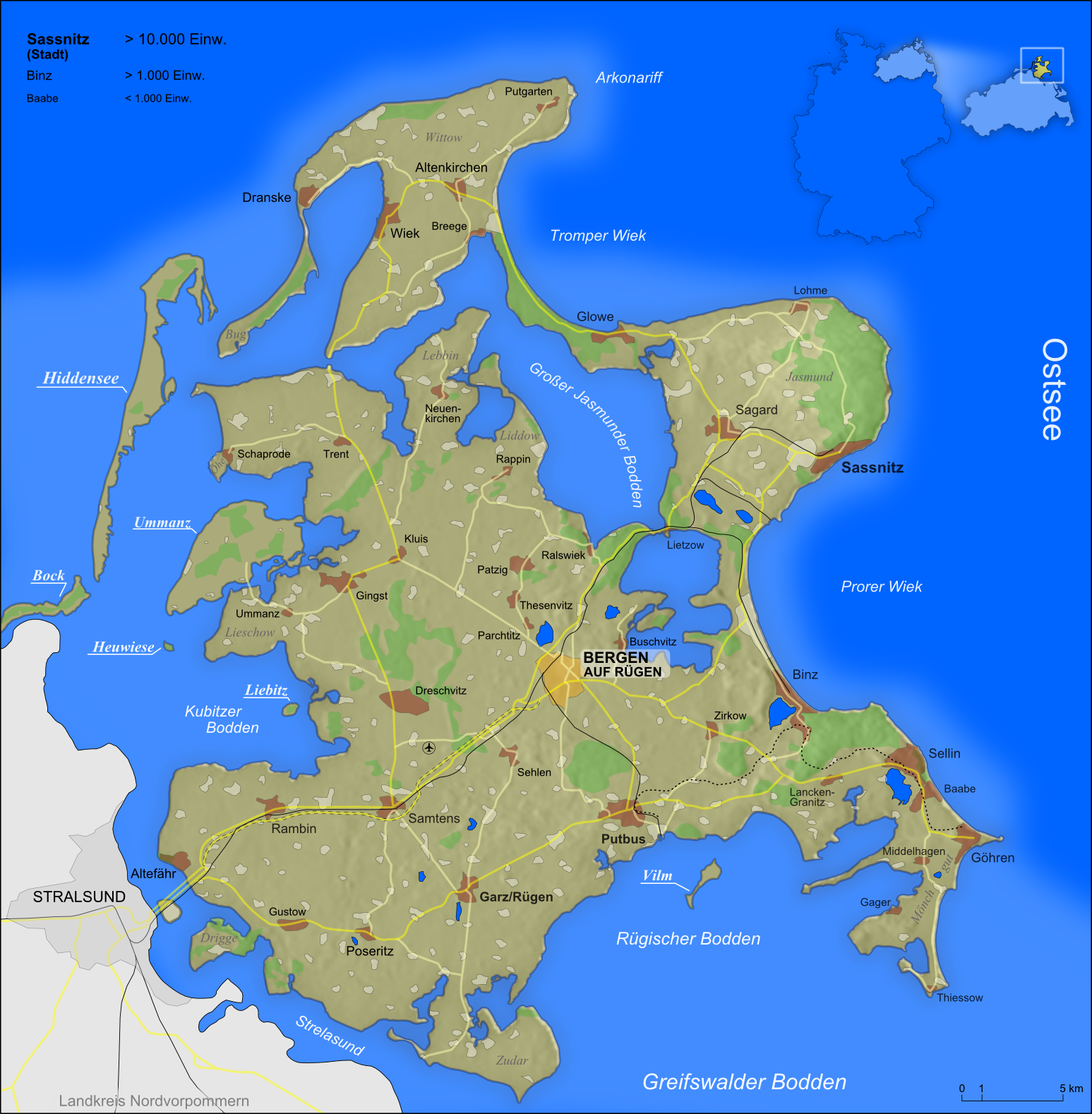
Mapa de Rúgia

A ilha foi fortificada pelos eslavos e depois controlada por dinamarqueses e suecos. Em 1815 passou para a Prússia e em 1936 foi ligada pelo continente pela Rügendamm.
Em 2018, arqueólogos do Escritório Regional de Arqueologia e Conservação de Monumentos do estado de Mecklemburgo-Pomerânia Ocidental, descobriram, através da ajuda de um arqueólogo amador e um menino de 13 anos, peças de prata do século XX, incluindo até 100 moedas cunhadas durante o reinado de Haroldo I da Dinamarca, perto de um túmulo da Idade do Bronze.

## Turismo
A ilha possui estações termais que são frequentados por turistas. Outra atração são os túmulos dos hunos que dominaram o local.

### Patrimônio
- Povoações de pescadores
- Casas senhoriais
- Parque nacional de Jasmund
- Penhascos brancos de Stubbenkammer
- Cidade-balneário branca, Putbus

## Galeria de imagens

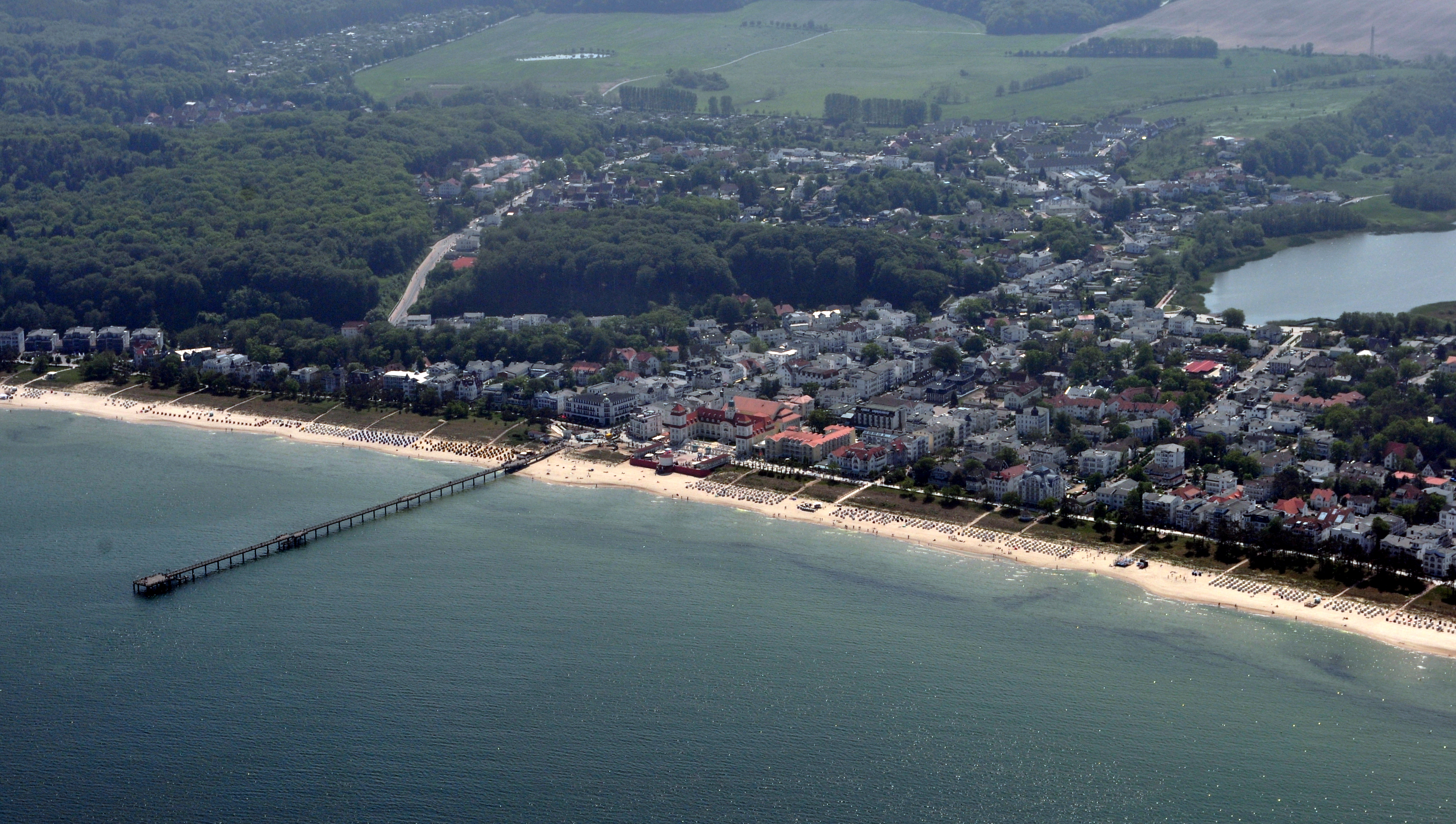
Binz
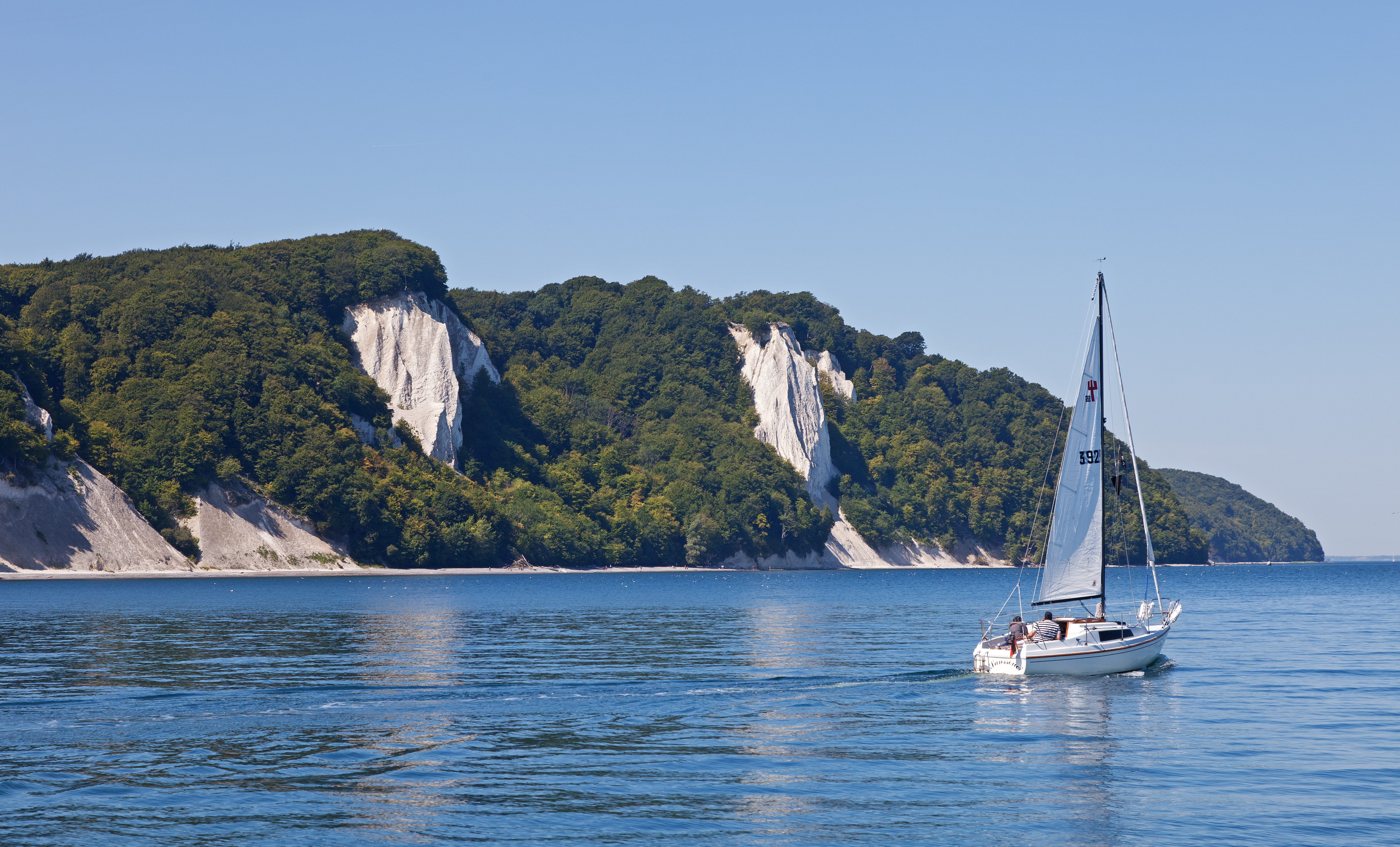
Parque Nacional de Jasmund